# Pelecopsidis frontalis
Pelecopsidis frontalis is een spinnensoort in de taxonomische indeling van de hangmatspinnen (Linyphiidae).
Het dier behoort tot het geslacht Pelecopsidis. De wetenschappelijke naam van de soort werd voor het eerst geldig gepubliceerd in 1904 door Nathan Banks.